# Linux Unified Key Setup
Linux Unified Key Setup (LUKS) – specyfikacja szyfrowania dysku twardego stworzona przez Clemensa Fruhwirtha i oryginalnie przeznaczona dla Linuksa.
Podczas gdy większość oprogramowania do szyfrowania dysków implementuje różne i niekompatybilne, nieudokumentowane formaty, LUKS wyznacza niezależny od platformy systemowej standard dla użytku w różnorodnych programach i narzędziach. To nie tylko ułatwia kompatybilność i wymienialność pomiędzy różnymi programami, ale również zapewnia, że wszystkie programy używające LUKS implementują zarządzanie hasłami w bezpieczny i udokumentowany sposób.
Ustandaryzowana implementacja dla LUKS działa na Linuksie i jest oparta na rozszerzonej wersji cryptsetup, używającej dm-crypt jako narzędzia do szyfrowania dysku. Pod systemem Microsoft Windows dyski zaszyfrowane przy pomocy LUKS mogą być używane przy pomocy FreeOTFE.